# Флаг Андорры
Флаг Андорры (кат. Bandera d'Andorra) представляет собой прямоугольное полотнище, состоящее из трёх вертикальных неравных синей, жёлтой и красной полос. В центре средней жёлтой полосы — герб Андорры. Этот триколор является флагом Андорры с XIX века. Синий и красный — цвета флага Франции, а жёлтый и красный — Испании: вместе они отражают франко-испанское покровительство над Андоррой. В центре флага — щит с изображением митры и посоха Урхельского епископа и двух коров, символизирующих совместное управление Франции и Испании; красные полосы на жёлтом фоне — цвета Каталонии. Девиз на щите: «Единство делает сильным» (лат. Virtvs Unita Fortior). Флаг был принят в 1866 году.

## Похожие флаги

Флаг Румынии
Флаг Молдавии
Флаг Чада

## Исторические флаги

Флаг Андорры (1806—1866)
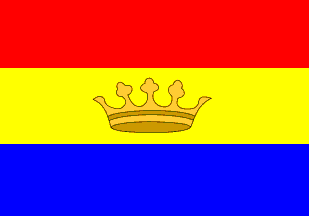
Флаг Андорры (1866—1934)
Флаг Андорры (1939—1949)
Флаг Андорры (1949—1959)
Флаг Андорры (1959—1971)

## Интересный факт
- Флаг Андорры, провозглашённый самопровозглашённым князем страны Борисом Михайловичем Скосыревым в 1934 году, считался в советских источниках законным флагом страны до конца 1980-х годов[1].